# 田中瑞希
田中 瑞希（たなか みずき、1998年10月24日 - ）は、熊本県熊本市出身の日本の女性プロゴルファーである。

## 経歴・人物
熊本県熊本市出身。8歳でゴルフを始める。熊本市立桜木東小学校6年生の時に出場した『第4回九州小学生ゴルフ大会』（熊本県・阿蘇ゴルフ倶楽部）女子【4年～6年の部】に於いて勝みなみ、新垣比菜、大里桃子、三浦桃香らを抑えて優勝を飾る。熊本市立桜木中学校2年生の時の2012年九州ジュニアゴルフ選手権女子【12歳～14歳の部】では、2位の新垣比菜に7打差をつける圧勝で優勝している。
熊本国府高等学校に進学すると、ここで大里桃子と同級生となる。大里と共に出場した2015年「全国高等学校ゴルフ選手権大会」女子団体戦で渋野日向子がいた岡山県作陽高等学校に及ばず準優勝となる。その翌年（2016年）の全国高校ゴルフ選手権女子団体では臼井麗香、稲見萌寧がいた日本ウェルネス高等学校に6打差をつけて優勝し、前年の雪辱を果たした。また高校1年及び2年の時には九州女子アマチュア選手権2連覇を達成。
高校卒業後にプロ入りを目指してプロテストを受けるも2回続けて失敗し不合格となった。そのため2019年シーズンは単年度競技者として日本女子プロゴルフ協会に登録して試合に出場、その年の日本女子オープンゴルフ選手権競技で9位に入るなどして奮闘した。そして2019年度のプロテストでは17位で合格して念願のツアープロとなった。そして2020年度JLPGAツアーの出場権を賭けたファイナルクォリファイングトーナメントでは17位に入りツアー大会出場権を確保した。
2020年1月1日付で日本女子プロゴルフ協会に入会となり、名実ともにプロゴルファーとして第一歩を踏み出した。「アース・モンダミンカップ」では3日目を2位に3打差の首位で終えたものの、最終日に崩れプレーオフに1打及ばず3位タイ。